# Classic Replicas (UK)
Classic Replicas (UK) Limited war ein britischer Hersteller von Automobilen.

## Unternehmensgeschichte
Gordon Edward Ainsby gründete am 11. Februar 2002 das Unternehmen in Taunton in der Grafschaft Somerset. Er begann mit der Produktion von Automobilen und Kits. Der Markenname lautete Classic Replicas. Am 8. November 2005 wurde das Unternehmen aufgelöst. Insgesamt entstanden etwa 35 Exemplare.
Die Verbindung zu Deon Cars, die bis 1998 ein ähnliches Modell anboten, ist unklar. Es gab keine Verbindung zu Classic Replicas aus Bournemouth, die bis 2002 den gleichen Markennamen verwendeten.

## Fahrzeuge
Das einzige Modell war der Dino 246. Dies war die Nachbildung des Dino 246. Es gab die Ausführungen GT als Coupé und GTS mit Targadach. Die Basis bildete ein Spaceframe-Rahmen. Darauf wurde eine zweisitzige Karosserie aus Fiberglas montiert. Ein V6-Motor von Alfa Romeo war hinter den Sitzen in Mittelmotorbauweise montiert und trieb die Hinterräder an.